# Immobilien Bremen
Der Immobilien Bremen, Eigenbetrieb der Stadtgemeinde Bremen (IB) wurde durch die Freie Hansestadt Bremen errichtet. Er leistet zentrale Verwaltungs- und Technikdienste für Liegenschaften und Gebäude im Eigentum von bzw. in der Nutzung durch die Stadtgemeinde und das Land Bremen.
Durch Gesetz vom 19. Oktober 2021 wurde die Anstalt öffentlichen Rechts zum Jahreswechsel 2021/2022 in einen Eigenbetrieb der Stadtgemeinde Bremen übergeführt.

## Gründung
Die Freie Hansestadt Bremen errichtete die IB durch das Immobilien Bremen-Gesetz vom 18. November 2008. Zeitgleich trat die Stadtgemeinde Bremen durch das Immobilien Bremen-Ortsgesetz in die Trägerschaft der Anstalt ein.
Die vollständig von der Stadt Bremen gehaltenen Gesellschaft für Bremer Immobilien mbH (GBI) und Facility Management Bremen GmbH (FMB) sowie der stadtbremische Eigenbetrieb Gebäude- und Technik Management (GTM) gingen in der IB auf. Soweit bei den bremischen Dienststellen noch eigenes Personal in der Gebäudereinigung beschäftigt war, wurde es in die IB übergeleitet.
Damit wurde die frühere Ausgliederung kommunaler Tätigkeitsfelder in Unternehmen mit bürgerlich-rechtlicher Form (formelle Privatisierung) rückgängig gemacht (Rekommunalisierung).

## Aufgaben
Nach dem Gesetz dient die Anstalt dem Zweck, eine einheitliche Bewirtschaftung des immobilen und technischen Vermögens ihrer Träger nach kaufmännischen Grundsätzen im Rahmen vorgegebenen Ziele (insbesondere Stadtentwicklung) zu gewährleisten. Außerdem soll sie den Dienststellen und Einrichtungen zu marktüblichen Bedingungen Dienstleistungen in der Bewirtschaftung der Gebäude und der mobilen und stationären Anlagen- und Ausstattungsgegenstände anbieten. Vom Senat können ihr weitere Aufgaben übertragen werden.
IB bewirtschaftet Liegenschaften der Träger und tritt gegenüber den Nutzern (hauptsächlich Dienststellen von Stadt und Land Bremen) als Vermieter auf. IB mietet ihrerseits auch zusätzlich benötigte Gebäude an. Als weitere Hauptaufgabe beauftragt und steuert IB Neubau, Umbau, Sanierung und Renovierung der Gebäude. Im Bestand werden aktuell (2023) ca. 2000 Immobilien des Landes und der Stadt verwaltet. Außerdem werden Hausmeisterdienste und Gebäudereinigung angeboten. Es ist beabsichtigt, Gebäudereinigung vermehrt mit eigenem Personal durchzuführen und den Einsatz von Fremdfirmen zu senken.
IB vermarktet Immobilien unter dem Aspekt der Stadtentwicklung und nutzt hierfür das eigene Immobilienportal im Internet.

IB beschafft für Stadt und Land Bremen zentral Strom, Gas und Heizöl sowie Geräte, Büroausstattung und Verbrauchsmaterial.
IB ist in folgende Geschäftsfelder gegliedert:
- Immobilien (Grundstücksverkehr),
- Bau,
- Hausmeister- und Reinigungsservice,
- Zentraler Einkauf,
- Vergabe und Ausschreibung.